# Bishan (China)
Bishan is een stad in de provincie Chongqing van China. Bishan bestaat meer dan 2000 jaar. De stad ligt 23 km ten westen van Chongqing en heeft 535.680 inwoners (2020).